# North Beach (Maryland)
Pour les articles homonymes, voir North Beach.
La ville de North Beach est située dans le comté de Calvert, dans l’État du Maryland, aux États-Unis. Sa population s’élevait à 2 146 habitants lors du recensement de 2020.